# Castello di Fukuchiyama
Il castello di Fukuchiyama è un castello giapponese situato su di una collina affacciandosi sull'omonima città. Per la sua sagoma al tramonto, è soprannominato Castello del drago adagiato.

## Storia

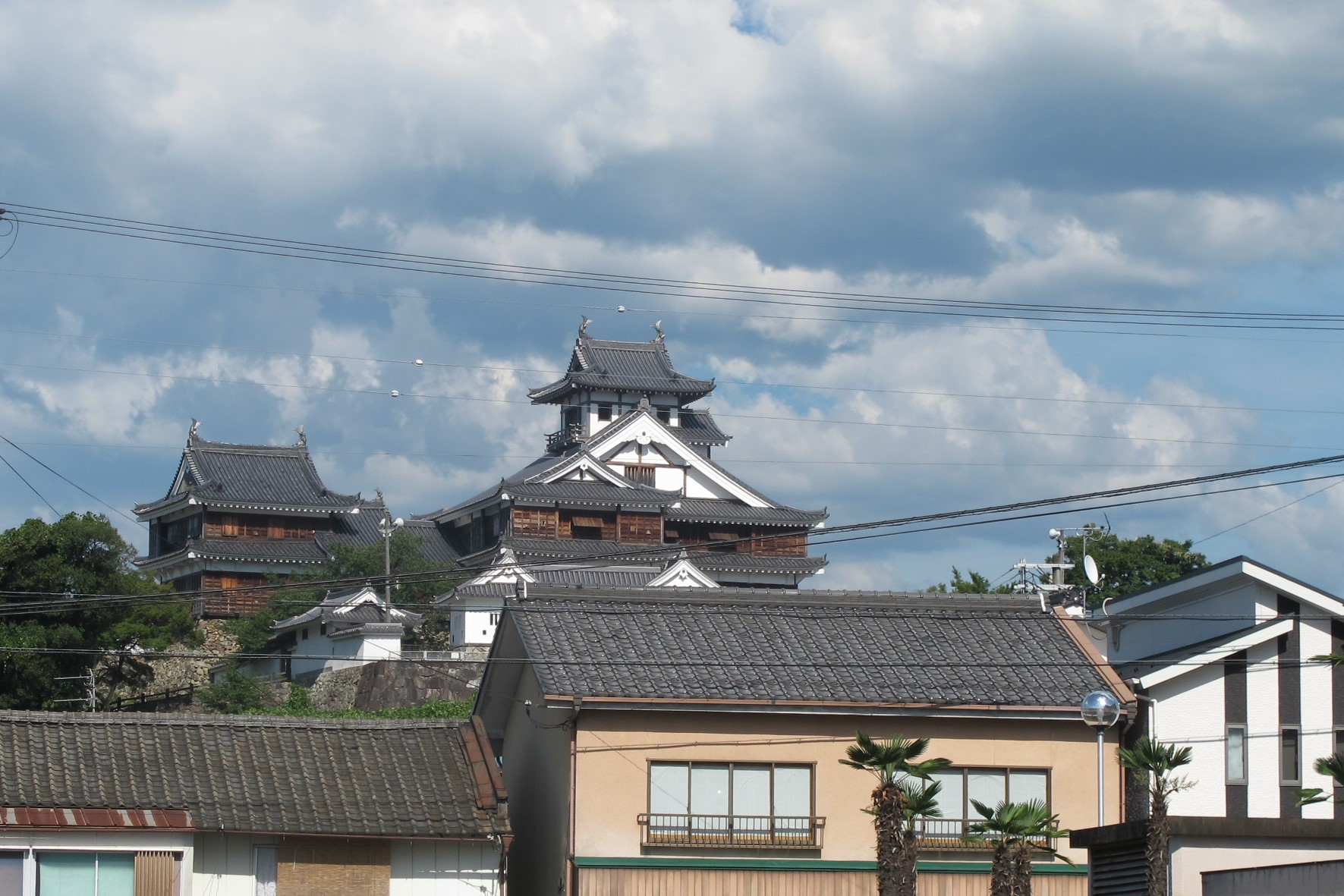
Il castello visto più da lontano

Le origini del castello risalgono alla precedente Fortezza Yokoyama, dal nome della famiglia Yokoyama. In seguito, però, alla presa della provincia di Tanba, il castello passò a Akechi Mitsuhide, che lo ristrutturò nel 1579. Nel 1600, invece, in seguito alla battaglia di Sekigahara, ne divenne proprietario Arima Toyouj, che lo ampliò come si vede oggi. Da allora si seguirono diversi proprietari, fino al 1669, quando passò alla famiglia Kutsuki, che vi rimase per 13 generazioni. Tuttavia venne distrutto nel 1871 insieme a tanti altri castelli quando il Rinnovamento Meiji tentò di rivoluzionare il Giappone.

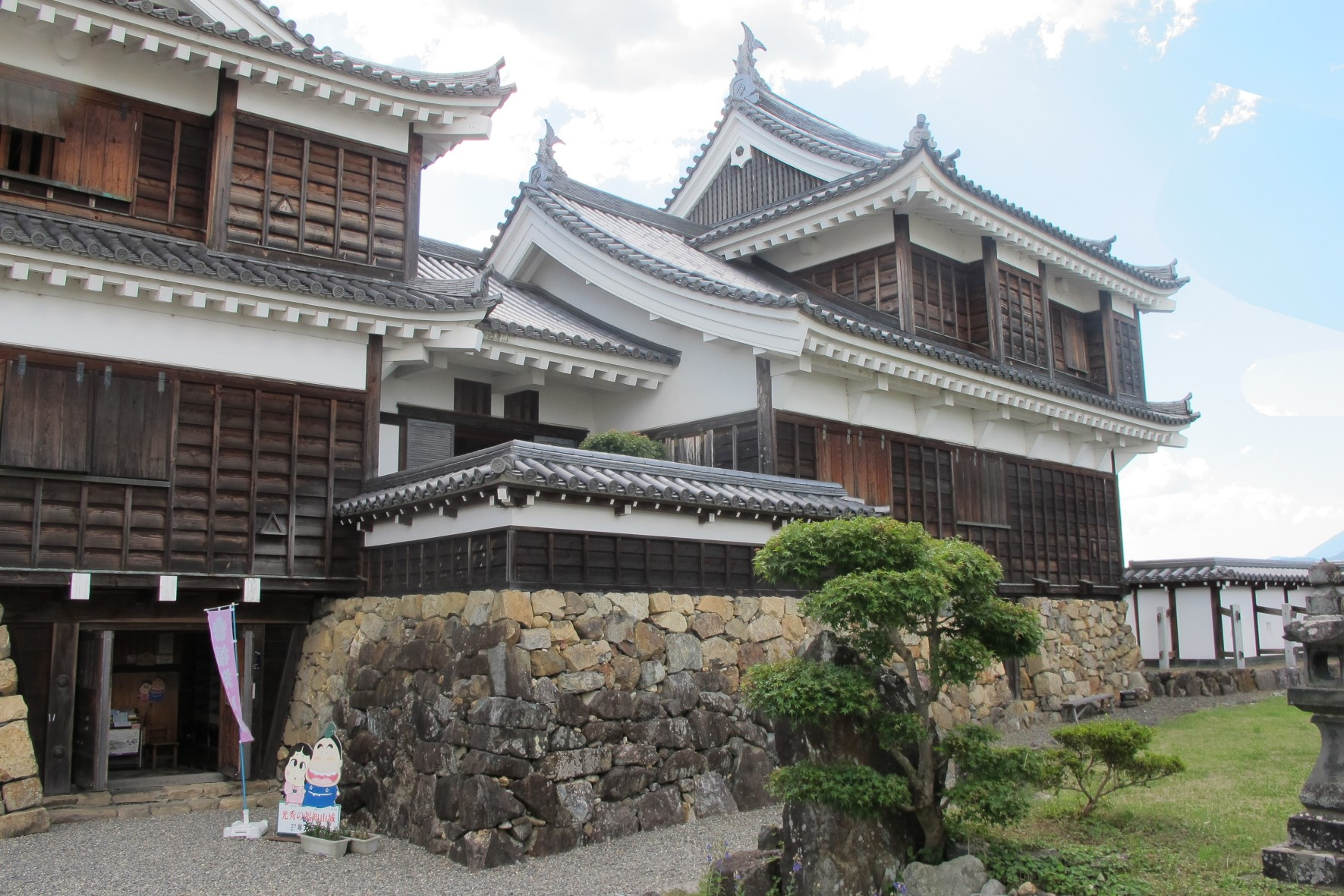
La torre connessa al maschio

### Al giorno d'oggi
Il castello attuale è la ricostruzione dell'originale, avvenuta nel 1986, per poi essere aperto come museo. Ad esso si aggiungono una mostra commemorativa dell'artista Sato Taisei e un pozzo profondo circa 50 m: il più profondo in un castello del Giappone.